# Třída La Masa
Třída La Masa byla lodní třída torpédoborců italského námořnictva. Celkem bylo postaveno osm jednotek této třídy. Ve službě byly v letech 1917–1958. Bojovaly v první i druhé světové válce. Od roku 1929 byly kategorizovány jako torpédovky. Po druhé světové válce dvě přeživší plavidlo převzalo Italské námořnictvo. Dosloužily jako rychlé minolovky.

## Stavba
Celkem bylo postaveno osm jednotek této třídy. Představovaly vylepšenou verzi třídy Giuseppe Sirtori s novějšími 102mm kanóny a silnější protiletadlovou výzbrojí (76mm kanóny místo 40mm kanónů). Nárůst hmotnosti výzbroje musel být kompenzován snížením počtu 102mm kanónů na čtyři hlavně (třída Giuseppe Sirtori jich nesla šest). Stavbu třídy zajistila loděnice Cantieri navali Odero v Sestri Ponente na předměstí Janova. Do služby byly zařazeny v letech 1917–1919.
Jednotky třídy La Masa:
| Jméno                       | Založení kýlu | Spuštěna          | Vstup do služby | Osud |
| --------------------------- | ------------- | ----------------- | --------------- | --- |
| Giuseppe La Masa (LM)       | září 1916     | 6. září 1917      | září 1919       | Dne 11. září 1943 v Neapoly zničen vlastní posádkou. |
| Angelo Bassini (BS)         | říjen 1916    | 28. března 1918   | květen 1918     | Dne 28. května 1943 v Livornu potopen americkým letectvem. |
| Agostino Bertani            | prosinec 1917 | 6. června 1919    | června 1919     | roku 1921 přejmenován na Enrico Cosenz (CS). Dne 27. září 1943 poškozen německým letectvem a následně v Jaderském moři u ostrova Lastovo potopen vlastní posádkou. |
| Benedetto Cairoli           | září 1916     | 28. prosince 1917 | únor 1918       | Dne 10. dubna 1918 se v Jónském moři potopil po srážce se sesterským torpédoborcem Giacinto Carini.                                                                |
| Giacinto Carini (CA, CR)    | září 1916     | 7. listopadu 1917 | listopad 1917   | Od roku 1954 rychlá minolovka (M5331). Vyřazen 1958. |
| Nicola Fabrizi (FB)         | září 1916     | 8. července 1918  | červenec 1918   | Od roku 1954 rychlá minolovka (M5333). Vyřazen 1957. |
| Giuseppe La Farina (FR, LF) | prosinec 1917 | 12. března 1919   | březen 1919     | Dne 4. května 1941 u pobřeží Tuniska potopen minou. |
| Giacomo Medici (MD)         | říjen 1916    | 6. září 1918      | září 1918       | Dne 16. dubna 1943 u Katánie potopen americkým letectvem. |

## Konstrukce

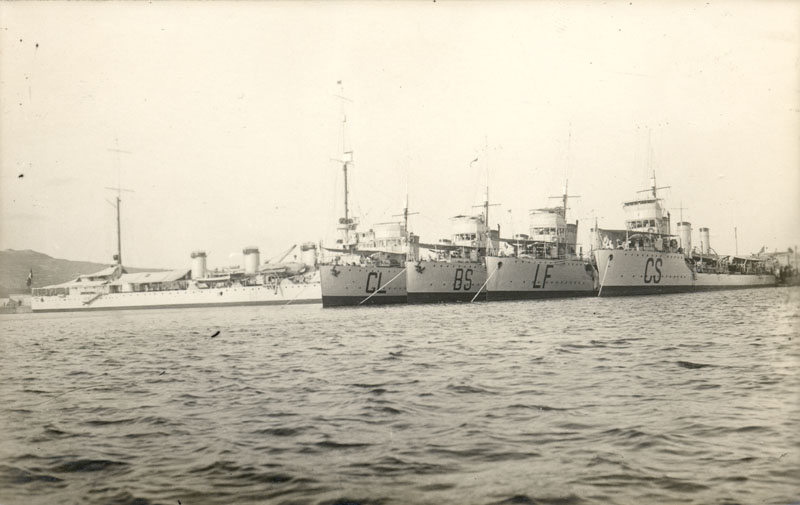
Italská plavidla ve Varně. Písmena BS, LF a CS označují torpédoborce této třídy Angelo Bassini, Giuseppe La Farina a Enrico Cosenz.

Výzbroj tvořily čtyři 102mm kanóny, dva 76mm kanóny, dva 6,5mm kulomety a dva dvojhlavňové 450mm torpédomety. Plavidla rovněž mohla naložit až 10 min. Pohonný systém tvořily čtyři kotle Thornycroft a dvě turbíny Tosi o výkonu 15 500 hp, pohánějící dva lodní šrouby. Spaliny odváděly tři komíny. Nejvyšší rychlost dosahovala 30 uzlů. Dosah byl 2230 námořních mil při rychlosti 12,5 uzlu.

### Modernizace

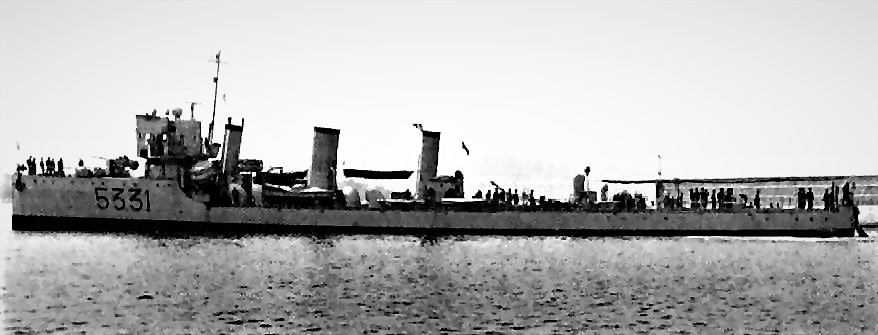
Rychlá minolovka Giacinto Carini (M5331)

Za druhé světové války docházelo k úpravám ve složení výzbroje jednotlivých plavidel. V letech 1953–1954 byly Giacinto Carini a Nicola Fabrizzi upraveny na rychlé minolovky. Novou výzbroj minolovky Nicola Fabrizzi tvořil jeden 102mm kanón, dva vrhače hlubinných pum a mechanický tral. Plavidlo bylo vybaveno radarem.